# 小城子古城遗址
小城子古城遗址，位于中国吉林省辉南县园林乡小城子村，为一个省级文物保护单位，类型为古遗址，公布时间为1999年2月26日。该文物保护单位由辉南县文管所管理。
小城子古城遗址的历史年代为辽代。